# Laetacara dorsigera
Laetacara dorsigera är en fiskart som först beskrevs av Heckel, 1840.  Laetacara dorsigera ingår i släktet Laetacara och familjen Cichlidae. Inga underarter finns listade i Catalogue of Life.